# Heinz Sachsenberg
Heinz Wimmersaal Sachsenberg (12 de Julho de 1922 - 17 de Junho de 1951) foi um piloto alemão da Luftwaffe durante a Segunda Guerra Mundial. Participou em 520 missões de combate, nas quais abateu 104 aeronaves inimigas, o que fez dele um ás da aviação.